# 瑪利歐與路易吉RPG2
《瑪利歐與路易吉RPG2》是一個於2005年由AlphaDream開發及由任天堂發佈的角色扮演遊戲 。它是瑪利歐與路易吉RPG系列的第二個遊戲，並是《瑪利歐與路易吉RPG》的續集。而其續集，《瑪利歐與路易吉RPG3!!!》，則是於2009年2月11日在日本發佈及於2009年9月14日在北美發佈，唯一是沒有3DS重製版。
雖然這個遊戲是《瑪利歐&路易吉RPG》的續集，遊戲的劇情和上集幾乎無關，而且主題是圍繞著時間旅行，穿插於現代和古代的蘑菇王國。遊戲圍繞著主角瑪利歐、路易吉與嬰兒時期的瑪利歐和路易吉，和他們一起尋找被毒菇外星人綁架的桃子公主。遊戲集中於瑪利歐兄弟及其過去這個四人組合的合作，並靠各人的特技去解決難關並完成遊戲。雖然瑪利歐&路易RPG2結合了很多不同的角色扮演遊戲元素，但仍然基於回合制戰鬥模式行戰鬥。這個遊戲和上集類似，但背景比較黑暗。
《瑪利歐與路易吉RPG2》有不錯的評價，於Game Rankings中獲得86.80%得分和於Metacritic中獲得87分。就如上集般，本集的角色設計和笑點皆受好評，尤以其善用DS雙畫面的特性為最。

## 遊戲系統
《瑪利歐與路易吉RPG2》的遊戲元素主要為角色扮演和角色間的合作，而在操作上則大致上類似其上集。遊戲的顯示系統就是地圖位於DS的上方顯示屏，而角色其周邊地圖則位於DS的下方觸擊屏，且地圖會顯示出角色的位置和儲存書的位置。
在地圖上，玩家能夠操控四位主角移動。四位主角能以四人組或二人組的形式移動。遊戲中部份謎題需要利用四人組或二人組的形式來解開。DS上的每個按鈕均有不同功效，當玩家按下一個按鈕，主角們就會進行相應的行動。
此遊戲保留了前作的許多RPG元素，其中包括與非玩家角色互動等。此遊戲亦保留了升級系統，當角色收集足夠經驗值時，該角色就會升級，並且升級時系統會請玩家任意加乘任何一種能力值且數值是隨機的。

## 劇情
與前作不同，此遊戲並不是設定於新創的豆豆王國，而是設定於原有的蘑菇王國。在遊戲中，玩家能透過時間洞穿越不同地點。
遊戲開始時，哎唷·餵博士發明了一個由鈷藍星發動的時間機器，而碧奇公主則走進時間機器測試其功效。結果，時間機器發動後碧奇公主消失了，但回來的卻是一個外星怪物。在過去，蘑菇王國曾被外星人佔領，而碧奇公主剛好回到那個時間中，並且被外星人綁架。在擊敗該外星怪物後，一個時間洞被開啟了，而瑪利歐等人則進入時間洞回到過去，並遇到嬰兒時期的自己。四人為了將碧奇公主送回現代，便搜集了全部鈷藍星碎片。可是，當他們使用鈷藍星時，卻沒有將碧奇公主送回現代，反而召喚了被封印的外星人公主。當他們擊敗外星人公主後，便成功將碧奇公主帶回現代。

## 評價
《瑪利歐與路易吉RPG2》獲得的評價多為正面，而這些評價主要稱讚其角色設定和劇情。IGN的克雷格·哈里斯稱讚此遊戲的畫風，並指出「馬里奧與路易的魅力都來自其幽默感」。而GameSpot的里卡多·托雷斯則稱讚其「自我指涉的幽默」。任天堂世界報告的喬納森·馬特稱讚此遊戲重用蘑菇王國的設置，並聲稱他們這樣做使得人物形象和情節元素更加鮮明。可是，RPGamer的德里克·卡萬則批評遊戲的劇情，並把它描述為「一個發展不足夠的故事」。遊戲中的角色設定亦深受好評。其中Eurogamer稱讚其配角設定很好。
此遊戲的遊戲系統則獲得不少批評。其中的GameSpot卻批評其短暫使用觸摸屏的設定。除此以外，Eurogamer的約翰·沃克亦批評同一個問題，並指出「遊戲沒有使用觸摸屏的話就會被更好」。評論家亦批評此遊戲在控制四個角色時的操控太複雜。而評論家對戰鬥系統的評價則好壞參半。GameSpot稱讚其更加複雜和豐富的頭目戰鬥模式，而任天堂世界報告則批評戰鬥系統附加了太多元素。IGN亦批評遊戲開始時的戰鬥過於簡單。
《瑪利歐與路易吉RPG2》的視覺效果和畫面則獲得不少好評。Eurogamer把它描述為“完全可愛”，而GameSpot則讚賞此遊戲的畫風為“錦上添花”。可是，部份評價則批評遊戲的配樂。
另外，此遊戲獲IGN頒發編輯選擇獎，並於任天堂官方雜誌「100個最偉大的任天堂遊戲」中排第50名。

## 銷售
此遊戲在日本發佈後一周已售出了132,726套遊戲。截至2007年7月25日，此遊戲已於全球售出了逾139萬套遊戲。